# Чемпіонат України з гандболу серед чоловіків 2000—2001
Чемпіонат України з гандболу серед чоловіків 2000/2001 — десятий чемпіонат України

## Вища ліга «А»

### Перший етап
| №  | Команда                      | І  | В  | Н | П  | М       | О  |
| -- | ---------------------------- | -- | -- | - | -- | ------- | -- |
| 1  | ЗТР Запоріжжя                | 18 | 18 | 0 | 0  | 555-286 | 36 |
| 2  | «Портовик» Южне              | 18 | 14 | 0 | 4  | 442-365 | 28 |
| 3  | «Світлотехнік-колос» Бровари | 18 | 13 | 0 | 5  | 396-363 | 26 |
| 4  | «Шахтар-Академія» Донецьк    | 18 | 11 | 2 | 5  | 387-386 | 24 |
| 5  | «ОЛКОМ» Мелітополь           | 18 | 10 | 2 | 6  | 385-371 | 22 |
| 6  | «Динамо» Полтава             | 18 | 6  | 2 | 10 | 422-458 | 14 |
| 7  | «Буревісник» Луганськ        | 18 | 6  | 2 | 10 | 405-464 | 14 |
| 8  | «Чайка-СКА» Іллічівськ       | 18 | 3  | 1 | 14 | 358-443 | 7  |
| 9  | «Політехнік-Динамо» Донецьк  | 18 | 2  | 1 | 15 | 358-461 | 5  |
| 10 | ЦСКА Київ                    | 18 | 2  | 0 | 16 | 367-478 | 4  |

Найкращі шість команд продовжили боротьбу за нагороди у другому етапі. Команди, що зайняли місця з сьомого по десяте, та дві найкращі команди з вищої ліги «Б» розіграли чотири місця у вищій лізі «А» на наступний сезон.

### Другий етап[1]
| № | Команда                      | І  | В  | Н | П  | М        | О  |
| - | ---------------------------- | -- | -- | - | -- | -------- | -- |
|   | ЗТР Запоріжжя                | 38 | 36 | 0 | 2  | 1116-666 | 72 |
|   | «Портовик» Южне              | 38 | 26 | 2 | 10 | 907-819  | 54 |
|   | «Шахтар-Академія» Донецьк    | 38 | 23 | 2 | 13 | 874-881  | 48 |
| 4 | «Світлотехнік-колос» Бровари | 38 | 20 | 2 | 16 | 811-809  | 42 |
| 5 | «ОЛКОМ» Мелітополь           | 38 | 17 | 4 | 17 | 790-823  | 38 |
| 6 | «Динамо» Полтава             | 38 | 7  | 2 | 29 | 834-986  | 16 |